# HMS Archer (D78)
Pour les autres navires du même nom, voir HMS Archer.
Pour les articles homonymes, voir D78.
Le HMS Archer (pennant number D78) est un porte-avions d'escorte de la classe Long Island construit en 1939.

## Histoire
Après son service durant la Seconde Guerre mondiale, il est racheté par un armateur suédois à la fin des années 1940.
Il est alors aménagé pour le transport des émigrants vers l'Australie, armé par des officiers en majorité suédoise et par un équipage de toutes nationalités mais principalement composé d’Allemands et d’Italiens, est affrété par la compagnie des Messageries maritimes.
Le 3 juillet 1955, il quitte Saïgon pour Alger avec 87 familles dont 190 enfants, 110 détenus, condamnés militaires, 50 gendarmes mobiles d’escorte, un détachement du 1er bataillon du 2e RTA chargés de la police du bord mais qui ne possède aucune munition et de 5 convoyeuses du corps des PFAT : mesdames Aubry, Barviern, Dumoncel et Sidel. Le chef de bataillon Billard est commandant d’armes des troupes à bord. Il a pour adjoint le lieutenant Cousinier. Trois anciens légionnaires d’origine germanique, rapatriés d’Extrême-Orient, tentent de s’évader à l’escale de Singapour. Le 23 juillet, alors que le bâtiment est à l’ancre dans la rade de Suez, les prisonniers, armés d’extincteurs et de massues confectionnées avec des bouteilles enroulées dans des serviettes, se mutinent et quelques-uns quittent le bord. Le 25 juillet, à hauteur d’Ismalia, une nouvelle évasion a lieu. Les évadés sont recueillis par une vedette de la police égyptienne. Pendant cette traversée, 51 détenus dont 37 légionnaires se sont évadés[réf. nécessaire].